# 杉田出入口
杉田出入口（すぎたでいりぐち）は、神奈川県横浜市磯子区にある首都高速道路湾岸線の出入口である。横浜マラソンのフルマラソンではオンランプ → 東行き本線をコースとして使用している。

## 道路
- 国道357号

## 周辺
- 駅
  - 新杉田駅
    - 金沢シーサイドライン
    - 根岸線

  - 杉田駅
    - 京急本線

- 施設
  - ヨコハママリーナ
  - 横浜ベイサイドマリーナ
    - 三井アウトレットパーク　横浜ベイサイド

  - 横浜南部市場

## 隣
首都高速湾岸線
(B01) 幸浦出入口 - 鳥浜町TB - (B02,B03) 杉田出入口 - (B05) 磯子出入口